# Akenomyces
Akenomyces là một chi nấm trong lớp Agaricomycetes. Chi này chưa được xếp vào một bộ hay họ nấm cụ thể nào do vị trí phân loại chưa chắc chắn. Loài nấm duy nhất trong chi nấm này là Akenomyces costatus. Danh pháp khoa học của loài có nguồn gốc từ tiếng latinh achene, có nghĩa là "quả nhỏ và khô".